# Diacamma panayense
Diacamma panayense é uma espécie de formiga do gênero Diacamma, pertencente à subfamília Ponerinae.